# 林左馬衞
林 左馬衞（はやし さまえ、1932年（昭和7年） - 2004年（平成14年））は、日本の文化史学者、茶道史研究家。新潟市生まれ、満洲国出身、本名は林 惠一。慶應義塾大学文学部中国文学科、同大学院文学研究科に学び、文学部副手を経て宮内庁書陵部研究職。1978年（昭和53年）から8年間は国立民族学博物館の共同研究員を兼ねる。

## 著書
- 『茶経』安居香山共著、明徳出版社<中国古典新書>、1974年。
- 『茶道の文明史』勁草書房、1985年。
- 『茶道史の散歩道』淡交社、1985年。ISBN 4-473-00913-0
- 『最後の将軍 徳川慶喜』河出書房新社<河出文庫>、1997年。ISBN 4-309-47335-0